# Тшебене
Тшебене (пол. Trzebienie) — село в Польщі, у гміні Ліскув Каліського повіту Великопольського воєводства.
Населення — 283 особи (2011).
У 1975-1998 роках село належало до Каліського воєводства.

## Демографія
Демографічна структура станом на 31 березня 2011 року:
|          | Загалом | Допрацездатний вік | Працездатний вік | Постпрацездатний вік |
| -------- | ------- | ------------------ | ---------------- | -------------------- |
| Чоловіки | 125     | 32                 | 78               | 15                   |
| Жінки    | 158     | 39                 | 77               | 42                   |
| Разом    | 283     | 71                 | 155              | 57                   |